# Gustaw Fihauser-Mieczowski
Gustaw Fihauser-Mieczowski herbu własnego (ur. w marcu 1874 w Klikuszowej, zm. 11 maja 1938 w Chorzowie) – jezuita, autor polskiego tekstu pieśni „My chcemy Boga”. Dziennikarz, pisarz, nauczyciel Gimnazjum Klasycznego w Królewskiej Hucie (obecnie Chorzów).

## Życiorys
Urodził się jako jedno z dziewięciorga dzieci, w majątku Bruśnik (obecnie woj. małopolskie) Konrada Fihausera, herbu Szreniawa, posła II kadencji (1867-69) na Sejm Krajowy we Lwowie, dwukrotnie wybranego do Rady Państwa w Wiedniu.
Jako dziewiętnastolatek wstąpił do Towarzystwa Jezusowego w Nowym Sączu. Podjął studia teologiczne w Nowym Sączu, a następnie w Krakowie. W czerwcu 1902 uzyskał święcenia kapłańskie. Cztery lata później złożył w zakonie ślubu wieczyste. W latach 1907–1909 studiował także filologię klasyczną na Uniwersytecie Jagiellońskim w Krakowie.
Dzięki solidnemu wykształceniu oraz pasji publicystycznej dał się poznać jako autor licznych publikacji: kazań, wierszy, tłumaczeń. Publikował m.in. w jezuickim "Przeglądzie Powszechnym" oraz w "Sodalis Marianus", "Naszych Wiadomościach", "Intencjach Apostolatu Modlitwy". Przetłumaczył m.in. "Dziełka pobożne" św. Cypriana oraz "Godzinki o Sercu Pana Jezusa". Największą popularność, utrzymującą się do dzisiaj, zdobył jego niezbyt wierny przekład pieśni francuskiej F.X. Moreau – hymnu "My chcemy Boga". W 1908 roku, jeszcze przed zakończeniem studiów filologicznych, z powodu choroby nerwowej zmuszony zostaje do opuszczenia zakonu.
Po opuszczeniu jezuitów zmienia imię i nazwisko na Eugeniusz Mieczowski. Zamieszkuje w Nowym Sączu, następnie w Krakowie. Publikuje liczne dzieła, także pod pseud. Harfał i kryptonimem G.F., m.in. hymny, dramaty, fraszki. Do dziś zachował się rękopis "Bajeczek krakowskich". W zbiorach Biblioteki Śląskiej (patrz poniżej) znajduje się także, m.in. wydana nakładem autora, powieść poetycka pt. "Książę północy: opowieść z wieku XII-go".
Podczas I wojny światowej opublikował m.in. wiersz pt. "Deutsche Wirtschaft" (w języku niemieckim), w którym wytknął Niemcom krzywdy wyrządzone narodowi polskiemu. Wiersz zdobył sporą popularność pod koniec wojny. Na wiosnę 1918 został za jego autorstwo aresztowany, trafił do więzienia w Ołomuńcu.
Po uwolnieniu zamieszkał w Jarocinie, włączył się w akcję wspierania powstańców śląskich. Podczas III powstania śląskiego został ciężko ranny wskutek napadu niemieckiej bojówki w Dobrodzieniu.
Po odzyskaniu zdrowia zamieszkał w Królewskiej Hucie (obecnie Chorzów), przy ul. Wolności 58. Podjął pracę w Państwowym Gimnazjum Klasycznym, uczył polskich i niemieckich uczniów łaciny, greki, polskiego, niemieckiego, a także historii. W 1933 wydał własnym nakładem trzyaktowy utwór sceniczny "Piekary – dramat z czasu Wyprawy Wiedeńskiej króla Jana Sobieskiego". Utwór został prawdopodobnie, jak wynika z jego podtytułu, zgłoszony na konkurs, wydrukowała go Drukarnia Karola Miarki w Królewskiej Hucie (obecnie Chorzów).
Zmarł 11 maja 1938 w Chorzowie, został pochowany na cmentarzu miejskim.

## Publikacje
- "My chcemy Boga" (polskie słowa, hymn, pieśń religijna francuska[2])
- Bajeczki krakowskie
- Zadzwońcie w święty Zygmunta dzwon (hymn)
- Veni (hymn)
- Rex Gloriae
- Hymn dziękczynny za Zmartwychwstanie Polski (hymn)
- Deutsche Wirtschaft (wiersz)
- Cztery Ballady na czasie (Jarocin 1921)
- Piekary – dramat z czasu Wyprawy Wiedeńskiej króla Jana Sobieskiego (1933)